# Avalanche – Geisel im Schnee
Avalanche – Geisel im Schnee (Verweistitel Avalanche – Gefangen im Schnee) ist ein Thriller aus dem Jahr 1994, in dem David Hasselhoff in einer seltenen Rolle als Filmbösewicht zu sehen ist.

## Handlung
Duncan Snyder ist ein skrupelloser Händler, der mit gestohlenen Diamanten Geschäfte macht und dabei sogar vor Mord nicht zurückschreckt. Bei einem Rückflug von einem seiner Geschäfte über die Berge Kanadas tötet er seinen Piloten und springt mit einem Fallschirm ab. Der Absturz des Kleinflugzeugs verursacht eine Lawine, die alles unter sich begräbt, so auch das Wochenendhaus der Familie Kemp. Seit seine Frau gestorben ist, kümmert sich Brian Kemp um seinen Sohn Max und seine Tochter Deidre.
Nun haben die Kemps zwei Probleme. Zum einen müssen sie versuchen, sich aus den Schneemassen zu befreien, zum anderen graben sie Duncan Snyder frei. Dieser, anfänglich freundlich und hilfsbereit, entpuppt sich bald als das wahre Monster, das er ist, und nimmt die Kemps als Geiseln. Sie sollen ihm zunächst die Klunker ausgraben, um dann anschließend umgebracht zu werden.
Doch die Familie Kemp beginnt, den Spieß umzudrehen und versucht Duncan zur Strecke zu bringen. Es gelingt ihnen Duncan zu fesseln und Max kann an der Oberfläche entkommen und Hilfe holen.
Währenddessen versuchen Brian und seine Tochter sich in das Auto zu retten. Als Duncan sich befreien kann fährt Brian das Auto zurück und Duncan wird von dem einstürzenden Dach des Hauses erschlagen.
Brian und seine Tochter sind in dem Auto unter dem Schnee gefangen und hoffen auf Hilfe. Dann werden sie von Max und einem Indianer, welcher vorher von Max herbeigeholt wurde, befreit.

## Hintergründe
- Der Film entstand im kanadischen British Columbia.[1]
- Der 13-jährige Myles Ferguson, der mit Avalanche sein Filmdebüt gibt, starb im September 2000, im Alter von 19 Jahren, nach einem Verkehrsunfall.
- Der Film erschien deutschsprachig nie als käuflich erwerbliches Medium oder als Stream.

## Kritiken
- TV Spielfilm nennt den Film „‘Baywatch’ in Pelzmänteln“ und urteilt: „Hasselhoff wechselt sein Image – leider bleibt sein Spiel schlecht wie eh und je.“[2]

- Cinema schrieb, dass David Hasselhoff als kaltblütiger Räuber durchaus zu überzeugen vermag.[3]

## Auszeichnungen
- Drei Gemini-Award-Nominierungen 1996:
  - Bester Schnitt
  - Bester Ton
  - Beste Visuelle Effekte